# Julius-Echter-Turm

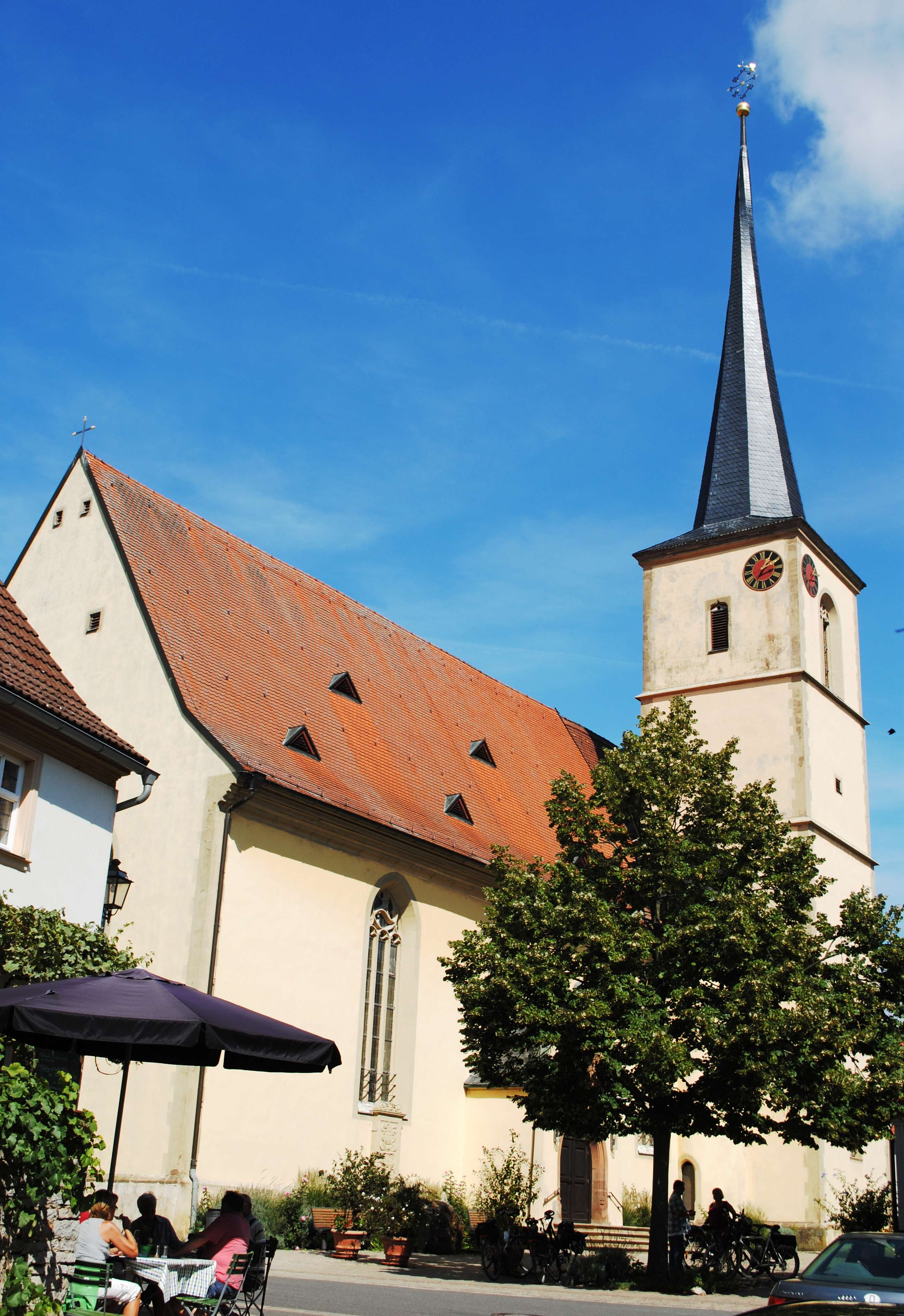
Die Kirche St. Eucharius in Sommerach

Der Julius-Echter-Turm (auch Echterturm, gelegentlich Juliusturm) ist eine spezielle Bauform von Kirchtürmen, die auf den ehemaligen Fürstbischof von Würzburg, Julius Echter von Mespelbrunn, zurückgeht und typisch für die unterfränkische Region ist. Stilprägend ist sein Dach mit einem Knickhelm bzw. einem spitzen, achteckigen Helm auf einem quadratischen Turmschaft. Die Bauform wird der Nachgotik zugeordnet.

## Begriff
Die Begriffe Julius-Echter-Turm und Echterturm werden in Architekturwörterbüchern nicht geführt, jedoch seit den 1950er Jahren (Echterturm) bzw. 1970er Jahren (Julius-Echter-Turm) von Geographen und Bauhistorikern in Baubeschreibungen verwendet, um eine besondere historisch-regionale Verbreitung des sogenannten Knickhelms zu bezeichnen.

## Geschichtliche Einordnung
In der ersten Hälfte des 16. Jahrhunderts begann die einsetzende Reformation auch das Hochstift Würzburg zu erfassen. Viele kleinere Herrschaften wechselten zum neuen Glauben, der Bauernkrieg des Jahres 1525 tat sein Übriges, sodass ein Flickenteppich von evangelischen und katholischen Kleinherrschaften entstand. Die Würzburger Bischöfe, insbesondere der am Ende des Jahrhunderts herrschende Julius Echter von Mespelbrunn, versuchten dieser Entwicklung durch die sogenannte „Gegenreformation“ Herr zu werden.
Teilweise mit Gewalt und Erpressung trieb man die abgefallenen Dörfer wieder zum katholischen Glauben. Ein weiteres Element dieser Rekatholisierung der Region war eine Neuordnung der Pfarreien und Gemeinden des Bistums. Als sinnfälligste und bis heute sichtbaren Zeugen dieser Zeit gelten allerdings die wieder- oder vollständig neuerrichteten Kirchen, die in einer Art Bauprogramm nach vorgegebenen Plänen errichtet wurden.
Der Echter-Turm als Bauelement wird bis in die Moderne weitergeführt. So errichtete man in den Jahren 1954/1955 die evangelisch-lutherische Markuskirche in der mittelfränkischen Stadt Erlangen unter Verwendung romanischer und gotischer Stilelemente mit einem dem Echterturm nachempfundenen Westturm.

## Turm

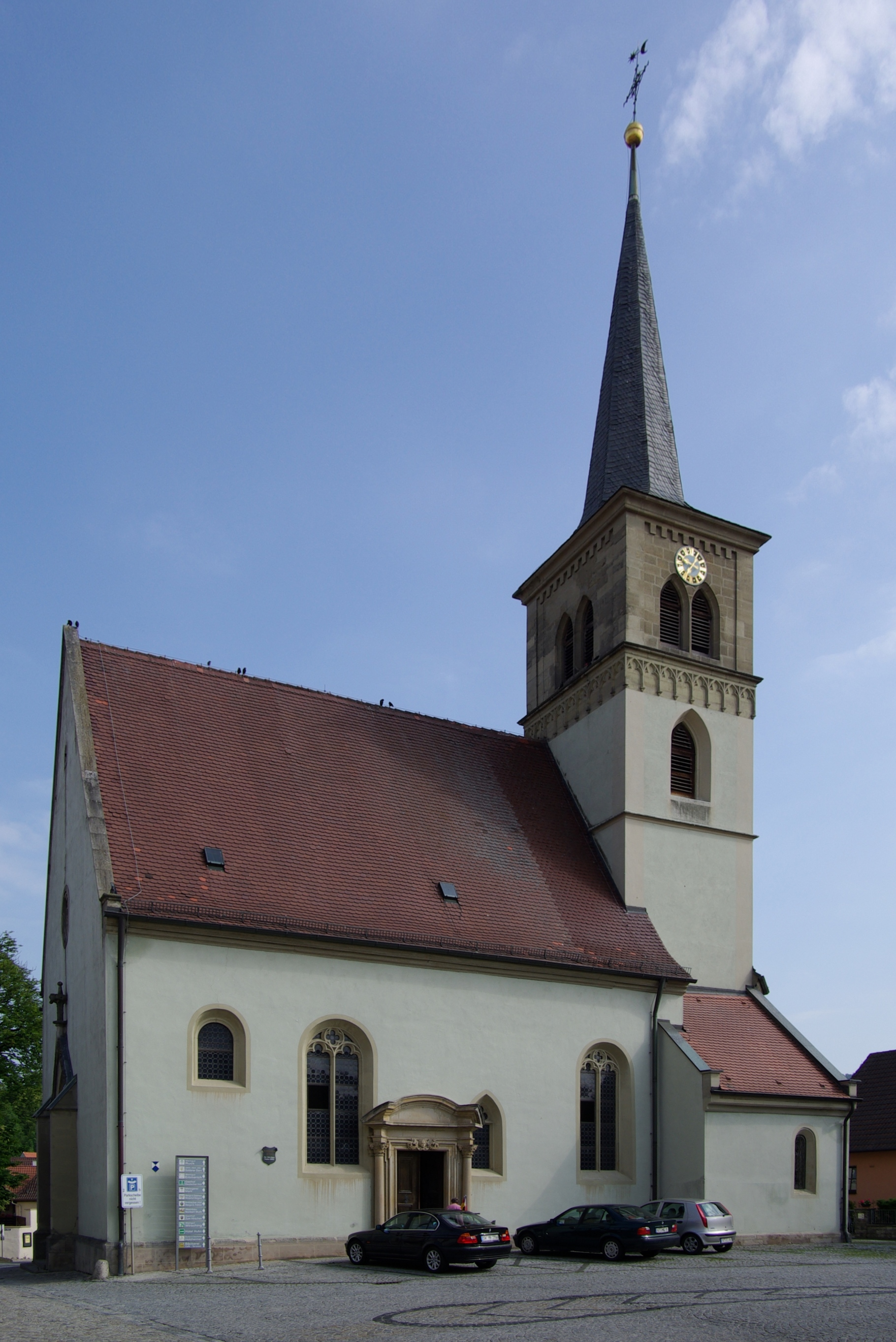
Die Wallfahrtskirche Heilig-Blut in Iphofen

Der Turmunterbau weist typischerweise einen quadratischen Grundriss auf, wobei bereits vorhandene, massive romanische und gotische Türme meist lediglich ergänzt wurden. Die Ergänzungen umfassten zumeist Aufstockung der ursprünglichen Geschosse, sodass die Türme mit mindestens drei Geschossen weithin in der Landschaft zu sehen waren. Die Fenstereinteilung bei bereits vorhandenen Gotteshäusern wurde beibehalten, ansonsten überwiegen querovale Fenster mit Sandsteinrahmungen.
Die neuerrichteten Türme wurden zumeist durch Sandsteingesimse unterteilt, sodass die Geschosse auch äußerlich erkennbar waren. Spitzbogige Schallöffnungen mit nachgotischem Maßwerk wurden am obersten Geschoss angebracht, in dem auch die Glocken untergebracht waren. Viele Kirchen wiesen ebenso eine oder mehrere Uhren außen an den Türmen auf. Sie wurden vor oder neben den Schallöffnungen angebracht.
Ein weiteres typisches Element ist der sogenannte Echter-Spitzhelm. Ein flacher Anfang leitet zu einem oktogonalen, hohen Spitzhelm über. Der Übergang zwischen der Quadratform des Turmes und der Oktogonform des Helmes wird durch die Einsetzung von Aufschieblingen erreicht. Das Spitzdach vieler Echtertürme zeichnet sich zudem durch eine zur Spitze hin im Uhrzeigersinn verlaufende Drehung aus. Die Helme sind schiefergedeckt und enden zumeist in einem vergoldeten Turmknopf, auf dem ein Kreuz angebracht wurde.

## Kirchen mit Echtertürmen (Auswahl)
Die Kirchen mit Echtertürmen finden sich vor allem im Maindreieck, das den Mittelpunkt des Hochstifts Würzburg bildete. Von hier aus reicht ihre Verbreitung bis in die Rhön im Norden und ins Taubertal im Süden. Westlich finden sich Türme bis in den Spessart, östlich bis zum Steigerwald. An den äußersten Rändern des ehemaligen Hochstiftes übernahmen auch einige evangelische Kirchen die charakteristischen Merkmale des Turms. Viele Türme wurden im Laufe der Jahrhunderte überbaut und verändert, sodass sich heute etwa 140 Julius-Echter-Türme erhalten haben.
| Ort                                     | Landkreis                                     | Kirche                                 | Konfession                         | Beschreibung in den Listen der Baudenkmäler | Bild                                               |
| --------------------------------------- | --------------------------------------------- | -------------------------------------- | ---------------------------------- | --- | -------------------------------------------------- |
| Abersfeld                               | Landkreis Schweinfurt                         | St. Mariä Himmelfahrt                  | katholisch                         | Chorturmkirche, Turm 1613–14 über älterem Kern, Langhaus 1688, erweitert 1970 | Die Kirche in Abersfeld                            |
| Albertshofen                            | Landkreis Kitzingen                           | St. Nikolaus                           | evangelisch-lutherisch             | Chorturm 15. Jahrhundert, Langhaus und Turmobergeschoss wohl 1617 | Die Kirche in Albertshofen                         |
| Allersheim                              | Landkreis Würzburg                            | St. Walburga und St. Georg             | katholisch                         | Saalkirche zwischen 1616 und 1620 erbaut | Die Kirche in Allersheim                           |
| Alsleben (Trappstadt)                   | Landkreis Rhön-Grabfeld                       | St. Kilian                             | katholisch                         | Saalkirche mit eingezogenem Chor und Turm einer ehemaligen Chorturmkirche östlich des Chors, Turmuntergeschoss spätmittelalterlich, um 1500, Turmobergeschoss mit Spitzhelm um 1610 | Die Kirche in Alsleben                             |
| Altbessingen                            | Landkreis Main-Spessart                       | Mariä Himmelfahrt u. St. Ägidius       | katholisch                         | Saalbau mit eingezogenem Polygonchor und nördlich gelegenem Turm, Urkirche der Gegend, Neubau 1614 | Die Kirche in Altbessingen                         |
| Altenschönbach                          | Landkreis Kitzingen                           | St. Marien                             | evangelisch-lutherisch             | Saalbau mit Polygonchor und südlich gelegenem Turm, Beinhaus, nördliche Langhausmauer 1496, übriges Mauerwerk älter | Die Kirche in Altenschönbach                       |
| Altershausen (Königsberg in Bayern)     | Landkreis Haßberge                            | St. Mauritius                          | evangelisch-lutherisch             | Saalbau mit Satteldach und Staffelgiebel, Chorturm mit Spitzdach, Werksteingliederungen in Sandstein, spätgotische Anlage, im 17. und 19. Jahrhundert restauriert, Schiff von 1849 | Die Kirche in Altershausen                         |
| Althausen (Bad Königshofen im Grabfeld) | Landkreis Rhön-Grabfeld                       | St. Maria Magdalena                    | katholisch                         | Chorturmkirche, Massivbau, Turm mit Spitzhelm im Kern spätgotisch, 14. Jahrhundert, nach 1611 nachgotisch erhöht, Langhaus mit Satteldach 1693–1708, verändert „1785“ (bezeichnet an Nordportal), westliche Erweiterung zweite Hälfte 19. Jahrhundert | Die Kirche in Althausen                            |
| Althausen (Münnerstadt)                 | Landkreis Bad Kissingen                       | St. Cyriakus                           | katholisch                         | Saalbau mit eingezogenem Chor, auf der Nordseite spätgotischer Turm mit Pyramidendach, Langhaus 1748–1751; mit Umfriedung, wohl zeitgleich |                                                    |
| Arnshausen                              | Landkreis Bad Kissingen                       | St. Peter und Paul                     | katholisch                         | Saalbau mit eingezogenem Chor und nördlichem Turm mit Spitzhelm, ehemaliger Chorturm des Vorgängerhauses, 14. Jahrhundert, Langhaus und Chor Neubau von 1613, mit modernem Erweiterungsbau im Norden von 1977 | Die Kirche in Arnshausen                           |
| Aschach (Bad Bocklet)                   | Landkreis Bad Kissingen                       | St. Trinitatis                         | katholisch                         | Saalbau mit eingezogenem Chor und westlich vorgelagertem Turm, im Kern von 1447, Turmobergeschosse von 1608, Langhaus 1615/16 erhöht und gewölbt | Die Kirche in Aschach                              |
| Bad Bocklet                             | Landkreis Bad Kissingen                       | St. Mauritius                          | katholisch                         | Saalbau mit eingezogenem Chor, zweigeschossigem Westturm, Untergeschoss als Vorhalle ausgebildet, im Kern spätgotisch, um 1600 | Die Kirche in Bad Bocklet                          |
| Bad Kissingen                           | Landkreis Bad Kissingen                       | St. Jakobus                            | katholisch                         | Massiver Zentralbau mit östlich vorgelagertem Chorturm mit Spitzhelm, Turmuntergeschoss, im Kern 14. Jahrhundert, Turmaufbau 1607/08, zentralisierender Langhausneubau, frühklassizistisch, von Johann Philipp Geigel, 1772–75 | Die Kirche in Bad Kissingen                        |
| Baldersheim (Aub)                       | Landkreis Würzburg                            | St. Georg                              | katholisch                         | Chorturmkirche, Saalbau mit eingezogenem Chor und Chorturm mit Spitzhelm, 1609–16, Turm bezeichnet „1609“, Langhausumgestaltung, 1901 | Die Kirche in Baldersheim                          |
| Bergtheim                               | Landkreis Würzburg                            | St. Bartholomäus                       | katholisch                         | Kirchturm, ehemaliger Chorturm der 1963 in weiten Teilen erneuerten kath. Pfarrkirche St. Bartholomäus, Massivbau über quadratischem Grundriss mit Spitzhelm, Untergeschoss mittelalterlich, Obergeschosse 1604 | Die Kirche in Bergtheim                            |
| Bibergau                                | Landkreis Kitzingen                           | St. Simon und Judas                    | katholisch                         | Saalbau mit Chorturm von 1630, Langhaus 1732 | Die Kirche in Bibergau                             |
| Bischofsheim an der Rhön                | Landkreis Rhön-Grabfeld                       | St. Georg                              | katholisch                         | Nachgotische, dreischiffige Basilika mit Satteldach und Pultdächern, massiver Putzbau mit Gliederungselementen in Sandstein, mittelschiffsbreiter polygonal geschlossener Chor, sechsgeschossiger Chorflankenturm mit Spitzhelm, 1607–1610 | Die Kirche in Bischofsheim                         |
| Bolzhausen                              | Landkreis Würzburg                            | St. Andreas                            | katholisch                         | Wallfahrtskirche, Saalbau mit eingezogenem Chor und Chorturm mit Spitzhelm, Tum im Kern mittelalterlich, Chor von 1614, Langhaus von 1730 |                                                    |
| Breitensee (Herbstadt)                  | Landkreis Rhön-Grabfeld                       | St. Michael                            | katholisch                         | Massive verputzte Saalkirche mit Walmdach, eingezogener polygonaler Chor, Chorseitenturm mit Spitzhelm, Turmunterbau spätgotisch, Chor und Langhaus nachgotisch, 1595–1598 | Die Kirche in Breitensee                           |
| Buch (Theres)                           | Landkreis Haßberge                            | St. Jakobus                            | katholisch                         | Saalbau mit Satteldach und Chorturm mit Spitzdach, geohrte Stichbogenfenster, 1616, verändert im 18. Jahrhundert | Die Kirche in Buch                                 |
| Büchold                                 | Landkreis Main-Spessart                       | Mariä Heimsuchung u. St. Nikolaus      | katholisch                         | Saalkirche mit Satteldach und eingezogenem Chor zwischen Turmpaar mit Echter-Spitzen, Spätrenaissance, zunächst als Schloßkapelle St. Nikolaus (heutiger Chorraum 1598), dann Erweiterung 1619–1622, Erhebung zur Pfarrkirche 1787 | Die Pfarrkirche in Büchold                         |
| Burggrumbach                            | Landkreis Würzburg                            | St. Martin                             | katholisch                         | ehem. Chorturmkirche, Saalbau mit eingezogenem Chor und Chorturm mit Spitzhelm, wohl 1602–08, bez. 1613, im Norden durch modernen Langhausanbau erweitert, 1976/77 | Die Kirche in Burggrumbach                         |
| Burghausen (Wasserlosen)                | Landkreis Schweinfurt                         | Mariä Geburt und Sankt Valentin        | Katholisch                         | mit Pietá, Turm steht im Osten; Chor im Untergeschoss des Turms | Die Kirche in Burghausen                           |
| Burglauer                               | Landkreis Rhön-Grabfeld                       | St. Peter und Paul                     | katholisch                         | Chorturmkirche, viergeschossiger spätgotischer Chorturm in Bruchstein mit Spitzhelm, Turmuntergeschosse 1508, 1661 erhöht, Langhaus nachgotisch in Quadermauerwerk, teilweise verputzt, mit Satteldach, errichtet 1601–03 (Westportal mit reichem Echterwappen bezeichnet „1603“, Inschrifttafel an der Südseite), westliche Erweiterung 1925, Sakristeianbau 1958/59 | Die Kirche in Burglauer                            |
| Burgwallbach                            | Landkreis Rhön-Grabfeld                       | Hl. Dreifaltigkeit                     | katholisch                         | Chorturmkirche, Kernbau 1571, viergeschossiger Chorturm mit Spitzhelm, Langhaus mit Satteldach, barocke Überformung von Langhaus und Chorerdgeschoss | Die Kirche in Burgwallbach                         |
| Burkardroth                             | Landkreis Bad Kissingen                       | St. Petrus in Ketten                   | katholisch                         | Saalbau mit eingezogenem Chor und Turm an der Südseite, Untergeschosse des Turmes, frühgotisch, frühes 14. Jahrhundert, 1613 erhöht, Langhausneubau von Christian Herrmann, Kilian Stauffer und Christoph Hardt und möglicherweise Joseph Greissing 1699–1700 | Die Kirche in Burkardroth                          |
| Bütthard                                | Landkreis Würzburg                            | St. Peter und Paul                     | katholisch                         | Saalbau mit eingezogenem Chor und östlichem Chorturm mit Spitzhelm, Turm 1594–96, Langhaus nach Plänen von Johann Philipp Geigel, 1769–1771, nach Westen verlängert unter Wiederherstellung der Westfassade, 1865 | Die Kirche in Bütthard                             |
| Dingolshausen                           | Landkreis Schweinfurt                         | St. Laurentius und St. Sebastian       | katholisch                         | Turm 15./18. Jahrhundert, Langhausneubau 1970–72 | Die Kirche in Dingolshausen                        |
| Dipbach                                 | Landkreis Würzburg                            | St. Ägidius                            | katholisch                         | Chorturmkirche, Saalbau mit eingezogenem Chor und ehem. Chorturm mit Spitzhelm, im Kern von 1609, im Westen um neues Langhaus und Chorraum erweitert, 1963 | Die Kirche in Dipbach                              |
| Ebertshausen (Üchtelhausen)             | Landkreis Schweinfurt                         | St. Margaretha                         | katholisch                         | Nachgotische Chorturmkirche, 1613 | Die Kirche in Ebertshausen                         |
| Erbshausen-Sulzwiesen                   | Landkreis Würzburg                            | St. Alban                              | profaniert                         | profanierte Chorturmkirche, Saalbau mit leicht eingezogenem Chor und Chorturm mit Spitzhelm, Turm 1598, Langhausneubau 1794 | Die Kirche in Erbshausen                           |
| Erlabrunn                               | Landkreis Würzburg                            | St. Andreas                            | katholisch                         | einheitlicher nachgotischer Saalbau mit eingezogenem Chor und Chorflankenturm mit Spitzhelm, 1655–57 | Die Kirche in Erlabrunn                            |
| Escherndorf                             | Landkreis Kitzingen                           | St. Johannes Baptist                   | katholisch                         | nachgotische Chorturmkirche, 1600–1616 | Die Kirche in Escherndorf                          |
| Eßfeld                                  | Landkreis Würzburg                            | St. Peter und Paul                     | katholisch                         | Chorseitenturm spätromanisch mit Obergeschoss von 1614, Langhaus mit Querschiff, eingezogenem Chor und Satteldach umlaufend mit Streben besetzt | Die Kirche in Eßfeld                               |
| Euerfeld                                | Landkreis Kitzingen                           | St. Michael                            | katholisch                         | Saalkirche mit Polygonalchor, Westturm bezeichnet 1617, Langhaus 1627, Chor und Querschiff 1892 | Die Kirche in Euerfeld                             |
| Eußenhausen                             | Landkreis Rhön-Grabfeld                       | St. Bartholomäus                       | katholisch                         | Chorturmkirche, spätmittelalterlicher Chorturm, 1593 und 1607 erhöht, Spitzhelm, barockes Langhaus durch ionische Sandsteinpilaster gegliedert und mit dreiteiliger giebelseitiger Fassade mit Figurennischen abgeschlossen, 1745–1749 | Die Kirche in Eußenhausen                          |
| Fahr (Volkach)                          | Landkreis Kitzingen                           | St. Johannes Baptist                   | katholisch                         | Chorturmkirche, Saalbau, spätgotischer Turm, Langhaus, 1726 | Die Kirche in Fahr                                 |
| Frankenwinheim                          | Landkreis Schweinfurt                         | St. Johannes                           | katholisch                         | Hallenkirche mit Flachsatteldach und halbrunder Apsis, seitlich angeschlossener Glockenturm, Turm 1491 und 1608, Langhaus 1836 | Die Kirche in Frankenwinheim                       |
| Fuchsstadt                              | Landkreis Bad Kissingen                       | Mariä Himmelfahrt                      | katholisch                         | Der Turmunterbau stammt aus dem 13. Jahrhundert und bekam 1588 die From eines Julius-Echter-Turms, fast das gesamte Kirchengebäude (außer dem Turm) entstand in seiner heutigen Form zwischen 1751 und 1766 | Die Kirche in Fuchsstadt                           |
| Gerlachshausen                          | Landkreis Kitzingen                           | St. Ägidius                            | katholisch                         | Saalbau, Chor und Untergeschosse des Turmes erste Hälfte 15. Jahrhundert, Langhaus 1751 | Die Kirche in Gerlachshausen                       |
| Geroldshausen                           | Landkreis Würzburg                            | Evangelische Kirche                    | evangelisch-lutherisch             | Satteldachbau mit Spitzhelmturm, 1590, moderner Sakristeianbau | Die Kirche in Geroldshausen                        |
| Goßmannsdorf (Hofheim in Unterfranken)  | Landkreis Haßberge                            | St. Margaretha                         | katholisch                         | Saalbau mit eingezogenem Chor, Volutengiebel, Werksteingliederungen und Flankenturm, Turm im Kern frühgotisch, Schiff 1716 | Die Kirche in Goßmannsdorf                         |
| Grettstadt                              | Landkreis Schweinfurt                         | St. Peter und Paul (Grettstadt)        | katholisch                         | Chorturmkirche, Turm 1471, Langhaus 1766–69 von Johann Michael Fischer, Seitenschiffe 1923–25 durch Fritz Fuchsenberger umgebaut; mit Ausstattung | Die Kirche in Grettstadt                           |
| Greußenheim                             | Landkreis Würzburg                            | St. Bartholomäus                       | katholisch                         | Saalbau mit eingezogenem Chor und Chorseitenturm, Untergeschosse romanisch, Erhöhung um 1600, Langhaus mit Satteldach 1691, 1839 erweitert | Die Kirche in Greußenheim                          |
| Großeibstadt                            | Landkreis Rhön-Grabfeld                       | St. Johannes Baptist                   | katholisch                         | Chorturm mit Spitzhelm, Unterbau im Kern 14. Jahrhundert, nachgotische Veränderungen und Aufbau 1611/12, massives nachgotisches Langhaus mit Satteldach 1614, in den nach Norden angefügten Neubau von 1965–66 einbezogen | Die Kirche in Großeibstadt                         |
| Güntersleben                            | Landkreis Würzburg                            | St. Maternus                           | katholisch                         | dreischiffige Pseudobasilika mit eingezogenem Chor und südlichem Turm mit Spitzhelm, Turm im Kern romanisch, um 1200, Erhöhung, um 1602, Chor spätgotisch, um 1400, Langhaus unter Verwendung der spätgotischen Südwand erneuert, 1902 | Die Kirche in Güntersleben                         |
| Hain (Poppenhausen)                     | Landkreis Schweinfurt                         | St. Ägidius                            | katholisch                         | Chorturmkirche, Turm 17. Jahrhundert, Langhaus 1870 | Die Kirche in Hain                                 |
| Hellingen (Königsberg in Bayern)        | Landkreis Haßberge                            | St. Georg                              | evangelisch-lutherisch             | Saalbau mit Satteldach, Chorturm mit Spitzdach, geohrte Fenster mit Segmentbogenverdachung, im Kern romanisch, Langhaus bezeichnet „1714“ | Die Kirche in Hellingen                            |
| Hendungen                               | Landkreis Rhön-Grabfeld                       | St. Alban                              | katholisch                         | Langgestreckter Saalbau mit Querhaus, Turm mittelalterlich und 1599–1607, im Kern nachgotisches Langhaus von 1616/17 | Die Kirche in Hendungen                            |
| Heppdiel                                | Landkreis Miltenberg                          | St. Mauritius                          | katholisch                         | Putzbau mit Werksteingliederungen, im Kern Chorturmkirche des 13. Jahrhunderts mit Turm über quadratischem Grundriss, Obergeschosse nachgotisch, ab 1625, mit schiefergedecktem ins Achteck überführtem Spitzhelm |                                                    |
| Heustreu                                | Landkreis Rhön-Grabfeld                       | St. Michael                            | katholisch                         | Schutzengel, gotischer Turm mit Spitzhelm seit 1617, dreischiffiges Hallenlanghaus mit eingezogenem Chor Stahlbetonskelettbau 1956/57 von Hans Schädel | Die Kirche in Heustreu                             |
| Himmelstadt                             | Landkreis Main-Spessart                       | St. Jakobus der Ältere                 | katholisch                         | Vorgängerbau erbaut 1292; jetziger Bau wurde 1613/14 errichtet unter Fürstbischof Julius Echter von Mespelbrunn, eingeweiht am 13. September 1614 von Weihbischof Eucharius Sang. | Die Kirche in Himmelstadt                          |
| Hindfeld                                | Landkreis Hildburghausen                      | Dreifaltigkeitskirche                  | evangelisch-lutherisch             | erbaut 1554 | Die Kirche in Hindfeld                             |
| Hofheim in Unterfranken                 | Landkreis Haßberge                            | St. Johannes der Täufer                | katholisch                         | Saalbau mit Satteldach, Chorturm mit Pyramidendach und Treppenturm, spätgotische Anlage, 1739/40 umgebaut, Turm 1593 ff., modernisiert | Die Kirche in Hofheim                              |
| Hohenfeld (Kitzingen)                   | Landkreis Kitzingen                           | St. Margarete                          | evangelisch-lutherisch             | Bergkirche, Chor und Langhaus 1520, Turmuntergeschosse 13. Jahrhundert, 1601–1602 erweitert | Die Kirche in Hohenfeld                            |
| Hollstadt                               | Landkreis Rhön-Grabfeld                       | St. Jakobus                            | katholisch                         | Massiver verputzter Chorturm mit Spitzhelm, 1610, Langhausneubau in gestaffelten zeltartigen Formen, Betonmauerwerk mit Satteldächern, 1969 | Die Kirche in Hollstadt                            |
| Holzhausen (Dittelbrunn)                | Landkreis Schweinfurt                         | St. Kilian                             | katholisch                         | Chorturmkirche, Turm 1608, Langhaus 1736; mit Ausstattung | Die Kirche in Holzhausen                           |
| Hopferstadt                             | Landkreis Würzburg                            | St. Peter und Paul                     | katholisch                         | Saalbau mit eingezogenem, spätgotisch gewölbtem Chor und südlichem Chorflankenturm mit Spitzhelm, 1. Hälfte 16. Jahrhundert, Turm bez. 1522, Langhauserweiterung, 1861 und 1864 |                                                    |
| Iphofen                                 | Landkreis Kitzingen                           | Heilig Blut                            | katholisch                         | Turmchor und nördlich anschließende Kapelle Mitte 15. Jahrhundert, Langhaus 1605–1615 | Die Kirche in Iphofen                              |
| Iphofen                                 | Landkreis Kitzingen                           | St. Vitus                              | katholisch                         | spätgotische Hallenkirche, Chor und Turmuntergeschosse 1. Hälfte 15. Jahrhundert, Langhaus und Turmobergeschosse 1612 vollendet | Die Kirche in Iphofen                              |
| Junkersdorf (Königsberg in Bayern)      | Landkreis Haßberge                            | St. Veit                               | evangelisch-lutherisch             | Saalbau mit Satteldach und Chorturm, Langhaus barock, 1738, Turmuntergeschoss und Teile des Langhauses frühgotisch | Die Kirche in Junkersdorf                          |
| Kaisten                                 | Landkreis Schweinfurt                         | St. Vitus                              | katholisch                         | Kuratiekirche |                                                    |
| Kaltensondheim                          | Landkreis Kitzingen                           | St. Andreas                            | evangelisch-lutherisch, katholisch | Chorturmkirche, 1712 | Die Kirche in Kaltensondheim                       |
| Karlstadt                               | Landkreis Main-Spessart                       | St. Andreas                            | katholisch                         | dreischiffige Pseudobasilika mit Querhaus und eingezogenem 5/8-Chor, vorgestellter Turm mit Spitzhelm und offener Erdgeschosshalle, Putzmauerwerk mit Sandsteingliederungen und Steinmetzarbeiten, spätromanischer Turm mit Westportal 1. Hälfte 13. Jahrhundert, nachgotische Aufstockung mit Spitzhelm um 1600                                                      | Die Kirche in Karlstadt                            |
| Kerbfeld                                | Landkreis Haßberge                            | St. Ägidius                            | katholisch                         | Saalkirche mit Satteldach und Chorturm mit Spitzhelm, 1600 begonnen, 1870 erweitert | Die Kirche in Kerbfeld                             |
| Kirchschönbach                          | Landkreis Kitzingen                           | St. Jakobus der Ältere                 | katholisch                         | Jakob Saalkirche mit polygonalem Chorabschluss und südwestlich anschließendem Turm, Langhaus neugotisch, 1872, Turm 1597 | Die Kirche in Kirchschönbach                       |
| Kleinochsenfurt                         | Landkreis Würzburg                            | St. Maria Schnee                       | katholisch                         | Saalbau mit nicht eingezogenem Chor und Turm mit Spitzhelm, Langhaus und Turmuntergeschoss im Kern spätes 12. Jahrhundert, Chor, Turmaufbau und Sakristei nachgotisch um 1615 |                                                    |
| Kleinwenkheim                           | Landkreis Bad Kissingen                       | St. Nikolaus                           | katholisch                         | Saalbau mit eingezogenem Chor und nördlichem Chorturm, 1589, nach Westen verlängert, 1819 | Die Kirche in Kleinwenkheim                        |
| Klingenberg am Main                     | Landkreis Miltenberg                          | St. Pankratius                         | katholisch                         | Saalbau mit eingezogenem Dreiseitchor und Satteldach, nachgotischer Chorseitenturm über quadratischem Grundriss mit hohem verschiefertem Spitzhelm, Chor und Sakristei 1575, Langhaus und Turm, nachgotisch, ab 1617 | Die Kirche in Klingenberg                          |
| Krautheim (Volkach)                     | Landkreis Kitzingen                           | Evangelische Kirche                    | evangelisch-lutherisch             | Chorturmkirche, Turm 14. Jahrhundert, Langhaus im Kern 16./17. Jahrhundert, jetzt erneuert | Die Kirche in Krautheim                            |
| Kronungen                               | Landkreis Schweinfurt                         | St. Laurentius                         | katholisch                         | Chorturmkirche, Turm 1603, Langhaus neugotisch, 1866–67 | Die Kirche in Kronungen                            |
| Kützberg                                | Landkreis Schweinfurt                         | St. Michael                            | katholisch                         | Saalbau mit Chorturm, Turm 1600, Langhaus 1832 | Die Kirche in Kützberg                             |
| Löffelsterz (Schonungen)                | Landkreis Schweinfurt                         | St. Ägidius                            | katholisch                         | Chorturmkirche, Turm und Sakristei 1612, Langhaus 1732 | Die Kirche in Löffelsterz                          |
| Lülsfeld                                | Landkreis Schweinfurt                         | Allerheiligen                          | katholisch                         | Chorturmkirche, Turm im Unterbau 14. Jahrhundert, erhöht 1611 und 1690, Langhaus 1733; mit Ausstattung | Die Kirche in Lülsfeld                             |
| Maibach (Poppenhausen)                  | Landkreis Schweinfurt                         | St. Kilian                             | katholisch                         | Einheitlicher Saalbau, Langhaus mit Satteldach, eingezogenem Chor und seitlichem Chorturm mit Spitzhelm, 1613–17 | Die Kirche in Maibach                              |
| Margetshöchheim                         | Landkreis Würzburg                            | St. Johannes der Täufer                | katholisch                         | östlicher Fassadenturm mit Spitzhelm und daran anschließendem Langhaus, beide im Kern frühgotisch, gestaltgebender Umbau um 1609 im Juliusstil, mit westlich angefügtem Zentralbau, 1953 | Die Kirche in Margetshöchheim                      |
| Markt Bibart                            | Landkreis Neustadt an der Aisch-Bad Windsheim | St. Marien                             | katholisch                         | Saalbau mit eingezogenem Chor, quadratischer Turm an der Südseite des Chors, Juliusbau, 1614–16 | Die Kirche in Markt Bibart                         |
| Marktsteinach                           | Landkreis Schweinfurt                         | St. Bartholomäus                       | katholisch                         | Nachgotisch, um 1615; mit Ausstattung | Die Kirche in Marktsteinach                        |
| Mendhausen                              | Landkreis Hildburghausen                      | St. Urban                              | evangelisch-lutherisch             | Urkundliche Erwähnung 1429, Neubau des Langhauses 1847–1850, Turm spätgotisch unbekannten Datums | Die Kirche in Mendhausen                           |
| Mittelsinn                              | Landkreis Main-Spessart                       | St. Jakobus                            | katholisch                         | Chorturmkirche mit Satteldach und hohem verschiefertem Spitzhelm, Putzmauerwerk mit Sandsteinrahmungen, gotischer Turm Anfang 14. Jahrhundert, nachgotische Erhöhung 1592, barockes Langhaus 1734, barocke Sakristei 1752 | Die Kirche in Mittelsinn                           |
| Mittelstreu                             | Landkreis Rhön-Grabfeld                       | St. Johannes der Täufer                | katholisch                         | Saalkirche mit Satteldach, seitlich neben dem eingezogenen Chor Turm, unterer Teil zweite Hälfte 13. Jahrhundert, Turmobergeschoss und Spitzhelm 1607, Renovierung des Langhauses 1590–1612, Erweiterung und Barockisierung durch Maurermeister Johann Michael Schmitt 1714/15, Schmuckportal bezeichnet „1715“, (Renovierungen 1886, 1892/93 und 1985/86)            | Die Kirche in Mittelstreu                          |
| Mönchstockheim                          | Landkreis Schweinfurt                         | Mariä Himmelfahrt                      | katholisch                         | Chorturmkirche, spätes 16. Jahrhundert, 1738 erweitert | Die Kirche in Mönchstockheim                       |
| Moos (Geroldshausen)                    | Landkreis Würzburg                            | St. Nikolaus                           | katholisch                         | Untergeschosse des Turmes romanisch, Erhöhung mit Spitzhelm um 1600, Langhaus Neubau |                                                    |
| Motten (Bayern)                         | Landkreis Bad Kissingen                       | St. Bartholomäus                       | katholisch                         | Chorturm Ende 16. Jahrhundert, sonst Neubau von 1966 | Die Kirche in Motten                               |
| Nordheim am Main                        | Landkreis Kitzingen                           | St. Laurentius                         | katholisch                         | Chorturmkirche der Gotik, Veränderungen um 1540, 18. Jahrhundert | Die Kirche in Nordheim am Main                     |
| Oberbach (Wildflecken)                  | Landkreis Bad Kissingen                       | Mariä Himmelfahrt                      | katholisch                         | Chorturmkirche, Saalbau mit eingezogenem Chor, Turm im Kern mittelalterlich, Langhaus 1613, dieses mit einem südlichen Langhausanbau von 1921 verbaut | Die Kirche in Oberbach                             |
| Obereßfeld                              | Landkreis Rhön-Grabfeld                       | St. Nikolaus                           | katholisch                         | Saalkirche mit Satteldach und polygonalem Chor, gedrungener Westturm mit Spitzhelm, Turmunterbau 14. Jahrhundert, Turmaufbau 1612, Chor und Langhaus, später Rokoko, 1777–78 | Die Kirche in Obereßfeld                           |
| Obererthal                              | Landkreis Bad Kissingen                       | St. Antonius Einsiedler                | katholisch                         | Saalbau mit eingezogenem Chor und Ostturm mit Spitzhelm, dieser von 1481, Langhaus, 1865 | Die Kirche in Obererthal                           |
| Oberpleichfeld                          | Landkreis Würzburg                            | St. Peter und Paul                     | katholisch                         | Saalbau mit eingezogenem Chor und Chorflankenturm mit Spitzhelm, Turm frühes 13. Jh., Langhaus 1934/35 erneuert, mit Inschrift von 1612 und Portal von 1856 | Die Kirche in Oberpleichfeld                       |
| Obervolkach                             | Landkreis Kitzingen                           | St. Nikolaus                           | katholisch                         | Chorturmkirche, Turm spätgotisch, Langhaus zu Beginn des 17. Jahrhunderts verändert | Die Kirche in Obervolkach                          |
| Oberwerrn                               | Landkreis Schweinfurt                         | St. Bartholomäus                       | katholisch                         | Saalbau mit eingezogenem Chor, Turm 1608, Langhaus 1891 | Die Kirche in Oberwerrn                            |
| Oellingen (Gelchsheim)                  | Landkreis Würzburg                            | St. Vitus                              | katholisch                         | Saalbau mit eingezogenem Chor und Chorturm mit Spitzhelm, 1624, Langhaus 1907 erneuert | Die Kirche in Oellingen                            |
| Opferbaum                               | Landkreis Würzburg                            | St. Lambertus                          | katholisch                         | Saalbau mit eingezogenem Chor und nördlichem Chorturm mit Spitzhelm, Turm von 1614, Langhaus 1859 | Die Kirche in Opferbaum                            |
| Osthausen (Gelchsheim)                  | Landkreis Würzburg                            | St. Laurentius                         | katholisch                         | Saalbau mit eingezogenem Chor und Chorturm mit Spitzhelm, im Kern um 1614, nach Kriegszerstörung neu aufgebaut | St. Laurentius                                     |
| Poppenhausen (Unterfranken)             | Landkreis Schweinfurt                         | St. Jakob                              | katholisch                         | Chorturmkirche, Turm mit Spitzhelm, 1517, Langhaus mit Satteldach und barocker Westfassade, 1743, erweitert und umgebaut 1953 | Die Kirche in Poppenhausen                         |
| Poppenroth                              | Landkreis Bad Kissingen                       | St. Ulrich                             | katholisch                         | Ehemals Chorturmkirche, Saalbau mit Querhaus, eingezogenem Chor, sowie östlichem Turm mit Spitzhelm, dieser im Untergeschoss 13. Jahrhundert, heutiges Querhaus entspricht dem ehemaligen Langhaus des Vorgängerbaus, 1612, dieses wurde in den Kirchenneubau einbezogen, 1889                                                                                        | Die Kirche in Poppenroth                           |
| Prosselsheim                            | Landkreis Würzburg                            | St. Bartholomäus                       | katholisch                         | Saalbau mit eingezogenem Chor und Chorflankenturm mit Spitzhelm, um 1614, mit späteren Veränderungen | Die Kirche in Prosselsheim                         |
| Reichmannshausen                        | Landkreis Schweinfurt                         | St. Georg                              | katholisch                         | Chorturmkirche, Turm 1607, Langhaus Ende 17. Jahrhundert | Die Kirche in Reichmannshausen                     |
| Rimpar                                  | Landkreis Würzburg                            | St. Peter und Paul                     | katholisch                         | Saalbau mit eingezogenem Chor und nordöstlichem Turm mit Spitzhelm, Turmuntergeschosse 13. Jahrhundert, Turmoberbau frühes 17. Jahrhundert, Langhaus und Chor, neugotisch, 1849–50 | Die Kirche in Rimpar                               |
| Rittershausen (Gaukönigshofen)          | Landkreis Würzburg                            | St. Matthäus                           | katholisch                         | viergeschossiger Chorturm mit Spitzhelm an eingezogenem Chor 13. Jahrhundert, Langhaus mit Satteldach 1783–85 | Die Kirche in Rittershausen                        |
| Rodheim (Oberickelsheim)                | Landkreis Neustadt an der Aisch-Bad Windsheim | St. Kilian                             | katholisch                         | Turm mit schiefergedeckten Pyramidendach, Dach- und Gurtgesims, im Kern spätmittelalterlich, 1592 ausgebaut, Langhaus mit Halbwalmdach und Polygonalchor, nach Plänen von Maurermeister Meyer, bezeichnet „1781“ | Die Kirche in Rodheim                              |
| Rothhausen                              | Landkreis Bad Kissingen                       | St. Ägidius                            | evangelisch-lutherisch             | Kirchenkern aus dem 14. Jahrhundert, Turm wurde 1608 erhöht und zum Julius-Echter-Turm ausgebaut, Kirche war bis zum Bau der katholischen St. Ägidius-Kirche im Jahr 1924 Simultankirche des Ortes | Die evangelische St. Ägidius-Kirche in Rothhausen  |
| Saal an der Saale                       | Landkreis Rhön-Grabfeld                       | Wallfahrtskirche Mariä Heimsuchung     | katholisch                         | Saalkirche mit polygonalem Chor und seitlichem Turm mit Spitzhelm, bezeichnet „1499“, Langhaus mit Satteldach und gegliederter Sandsteinfassade mit Nischenfiguren und Schweifgiebel, barock, 1780–85 von Hans Michael Schauer | Die Kirche in Saal                                 |
| Schleerieth                             | Landkreis Schweinfurt                         | Mariä Himmelfahrt                      | katholisch                         | Saalbau mit eingezogenem Chor und östlichem Chorturm mit Spitzhelm, Turm Anfang 17. Jahrhundert, Langhaus 1861–62 | Die Kirche in Schleerieth                          |
| Schnackenwerth                          | Landkreis Schweinfurt                         | St. Andreas                            | katholisch                         | Saalbau mit eingezogenem Chor und Chorturm mit Spitzhelm, Turm von 1612, Langhausneubau von Johann Müller aus Eßleben, 1749–51 |                                                    |
| Schönau an der Brend                    | Landkreis Rhön-Grabfeld                       | St. Laurentius                         | katholisch                         | Nachgotischer Saalbau mit Satteldach, eingezogener polygonaler Chor, Chorseitenturm mit Spitzhelm, bezeichnet „1608“ und „1614,“ Sakristeianbau bezeichnet „1908“ | Die Kirche in Schönau an der Brend                 |
| Schwarzenau                             | Landkreis Kitzingen                           | St. Laurentius                         | katholisch                         | Saalbau mit Polygonchor, 1592 von Valentin Echter von Mespelbrunn und seiner Frau gestiftet | Die Kirche in Schwarzenau                          |
| Sommerach                               | Landkreis Kitzingen                           | St. Eucharius                          | katholisch                         | Saalbau mit polygonalem Chorabschluss, Langhaus 1560–66, Turm 1589 über älterem Untergeschoss, Chor 1567/68, vergrößert 1756/57 | Die Kirche in Sommerach                            |
| Sömmersdorf                             | Landkreis Schweinfurt                         | St. Johannes der Täufer                | katholisch                         | Saalbau mit polygonalem eingezogenem Chor und seitlich angefügtem Chorturm, Chor 1588, Turm 1604 und Langhaus 1795–96; mit Ausstattung | Die Kirche in Sömmersdorf                          |
| Sondernau                               | Landkreis Rhön-Grabfeld                       | St. Pankratius                         | katholisch                         | Chorturmkirche, Turm, im Kern mittelalterlich, mit Spitzhelm, Langhaus um 1600 | Die Kirche in Sondernau                            |
| Sondheim vor der Rhön                   | Landkreis Rhön-Grabfeld                       | St. Michael                            | evangelisch-lutherisch             | Chorturmkirche, Anfang 15. Jahrhundert erbaut, bezeichnet „1605“ und „1606“ (Inschrifttafel über dem diamantierten Nordportal), erweitert, südliche Seitenkapelle 1512 | Die Kirche in Sondheim vor der Rhön                |
| Stadelschwarzach                        | Landkreis Kitzingen                           | St. Bartholomäus                       | katholisch                         | Turm 1497, Langhaus und Chor 1804 | Die Kirche in Stadelschwarzach                     |
| Stadtlauringen                          | Landkreis Schweinfurt                         | St. Johannes Baptist                   | katholisch                         | Turm nachgotisch um 1600, Langhaus 1731–32 von Martin Bader, Erweiterungsbau 1972 | Die Kirche in Stadtlauringen                       |
| Stadtschwarzach                         | Landkreis Kitzingen                           | Heilig Kreuz                           | katholisch                         | Saalbau mit eingezogenem Chor und südlich anschließendem Turm, Chor, 1467, Turm, 1424, das Obergeschoss, 1614, Langhaus neugotisch, 1868 | Die Kirche in Stadtschwarzach                      |
| Stalldorf                               | Landkreis Würzburg                            | St. Laurentius                         | katholisch                         | Saalbau mit eingezogenem Chor und Chorturm mit Spitzhelm, im Juliusstil, 1617, verändert im 18. Jahrhundert | Die Kirche in Stalldorf                            |
| Stammheim am Main                       | Landkreis Schweinfurt                         | St. Bartholomäus                       | katholisch                         | Chorturmkirche, Turm 15. Jahrhundert und 1611, Langhaus 1736, Erweiterungsbau | Die Kirche in Stammheim                            |
| Steinach (Bad Bocklet)                  | Landkreis Bad Kissingen                       | St. Nikolaus                           | katholisch                         | Saalbau mit eingezogenem Chor, Chorturm bis zur Läutstube spätgotisch, 1613 erhöht, Chor im Turmuntergeschoss, Langhaus im Wesentlichen von 1860, nach schwerem Kriegstreffer Wiederaufbau nach 1945 | Die Kirche in Steinach                             |
| Stetten (Sondheim vor der Rhön)         | Landkreis Rhön-Grabfeld                       | Dreifaltigkeitskirche                  | evangelisch-lutherisch             | Saalbau von 1650–52 mit Spolien von 1591, mittelalterlicher Chorturm | Die Kirche in Stetten                              |
| Sulzfeld am Main                        | Landkreis Kitzingen                           | St. Sebastian                          | katholisch                         | Chor, Turm und Sakristei 1482, Langhaus um 1602 verändert | Die Kirche in Sulzfeld                             |
| Theinfeld                               | Landkreis Bad Kissingen                       | St. Matthias                           | katholisch                         | Aus einer Kapelle aus dem 14. Jahrhundert entstanden, ursprünglich katholisch wurde sie zunächst evangelisch und dann zur Simultankirche, Julius-Echter-Turm von 1747, seit einem fast kompletten Neubau von 1972 wieder katholisch | Die Kirche in Theinfeld                            |
| Thüngersheim                            | Landkreis Würzburg                            | St. Michael                            | katholisch                         | Saalbau mit westlichem, eingezogenem Chor und östlicher Turmfassade mit Spitzhelm, Turmuntergeschosse 13. Jh., Turmobergeschosse und Langhaus 1593–1603, Westchor 1696, mit moderner Querschifferweiterung, 1979–80 | Die Kirche in Thüngersheim                         |
| Tiefenstockheim                         | Landkreis Kitzingen                           | St. Peter und Paul                     | katholisch                         | nachgotische Saalkirche mit eingezogenem Polygonalchor, 1631–37, das Langhaus im 19. Jahrhundert nach Westen verlängert | Die Kirche in Tiefenstockheim                      |
| Traustadt                               | Landkreis Schweinfurt                         | St. Kilian                             | katholisch                         | Nachgotischer Bau, um 1630 | Die Kirche in Traustadt                            |
| Ueschersdorf                            | Landkreis Haßberge                            | St. Michael                            | evangelisch-lutherisch             | Neuromanischer Saalbau mit eingezogenem Chor in Sandsteinquaderwerk mit Lisenen und Rundbogenfriesen, Satteldach, 1866 und Flankenturm mit Pyramidendach, 1603 | Die Kirche in Ueschersdorf                         |
| Unsleben                                | Landkreis Rhön-Grabfeld                       | Kreuzauffindungskirche                 | katholisch                         | Saalkirche mit Satteldach, eingezogener abgewalmter Chor | Die Kirche in Unsleben                             |
| Unterelsbach                            | Landkreis Rhön-Grabfeld                       | St. Simon und Judas                    | katholisch                         | Ehemalige Chorturmkirche, heute Saalbau mit eingezogenem Westchor und Ostturm mit Spitzhelm, im 1615–17 nachgotisch erneuerten Turm ist das tonnengewölbte mittelalterliche Chorturmerdgeschoss erhalten, Langhaus mit Satteldach und Chor mit Walmdach 1810 | Die Kirche in Unterelsbach                         |
| Untereßfeld                             | Landkreis Rhön-Grabfeld                       | St. Johannes der Täufer u. St. Aquilin | katholisch                         | Nach Norden gerichtete Saalkirche, Massivbau mit Satteldach, polygonaler Chorschluss, barock, 1698–1700 (1708 geweiht) möglicherweise von Joseph Greissing, ostseitig ehemaliger Chorturm des Vorgängerbaus, mit Spitzhelm, 14./15. Jahrhundert, Turmobergeschosse bezeichnet „1613“                                                                                  | Die Kirche in Untereßfeld                          |
| Untereuerheim                           | Landkreis Schweinfurt                         | St. Gallus                             | katholisch                         | Saalbau, Turm um 1600, sonst neugotisch, zweite Hälfte 19. Jahrhundert | Die Kirche in Untereuerheim                        |
| Unterleinach                            | Landkreis Würzburg                            | Allerheiligenkirche                    | katholisch                         | Saalbau mit eingezogenem Chor und Chorturm mit Spitzhelm, Turm im Kern 1419, sonst frühes 17. Jahrhundert | Die ehemalige Pfarrkirche Allerheiligen in Leinach |
| Waigolshausen                           | Landkreis Schweinfurt                         | St. Jakobus                            | katholisch                         | Massiver, dreigeschossiger Turm mit Spitzhelm, im Kern frühgotisch, um 1610 erhöht, Langhaus 1961 erneuert und 2013 abgerissen | Die Kirche in Waigolshausen                        |
| Waldbüttelbrunn                         | Landkreis Würzburg                            | St. Bartholomäus                       | profaniert                         | Saalbau mit Chorturm und Spitzhelm, Turm spätgotisch, 1602 erhöht, Chor und Langhaus 18. Jahrhundert, im 19. Jahrhundert nach Westen erweitert | Die Kirche in Waldbüttelbrunn                      |
| Wargolshausen                           | Landkreis Rhön-Grabfeld                       | Kuratiekirche                          | katholisch                         | nachgotisch, Massivbau mit Spitzhelm, bezeichnet „1617“, mit barockem Portal, Anfang 18. Jahrhundert, als Kampanile mit dem Neubau von 1977 in Beziehung gesetzt | Die Kirche in Wargolshausen                        |
| Wartmannsroth                           | Landkreis Bad Kissingen                       | St Jakob und Andreas (Wartmannsroth)   | katholisch                         | die Erweiterung des Langhauses entstand im Jahre 1711 |                                                    |
| Wasserlosen                             | Landkreis Schweinfurt                         | St. Simon und Judas Thaddäus           | katholisch                         | Chorturmkirche, Turm 1602, Langhaus von 1808, Erweiterungsbau 1921 | Die Kirche in Wasserlosen                          |
| Wegfurt                                 | Landkreis Rhön-Grabfeld                       | St. Peter und Paul                     | katholisch                         | Chorturmkirche, Schiff mit Walmdach, Turm mit Spitzhelm, im Kern mittelalterlich, nach den archivalischen Quellen 1601–07 durch den Steinmetzen Meister Caspar aus Nordheim renoviert: Erhöhung des Baus und Einbau nachgotischer Fenster, über den spitzbogigen Portalen Inschriften bezeichnet „1603“ und „1614“, in der Südwand frühromanisches Tympanon           | Die Kirche in Wegfurt                              |
| Weichtungen                             | Landkreis Bad Kissingen                       | St. Joseph                             | katholisch                         | Turm aus der Echter-Zeit, Kirchenschiff mit Chor um 1700 | Die Filialkirche in Weichtungen                    |
| Wernfeld                                | Landkreis Main-Spessart                       | Mariä Himmelfahrt                      | profaniert                         | Chorturmkirche mit Satteldach und Spitzhelm, Putzmauerwerk mit Maßwerkfenstern, spätgotischer Turm bezeichnet „1484“, nachgotisches Langhaus und Turmerhöhung 1612 | Die Kirche in Wernfeld                             |
| Wolfmannshausen                         | Landkreis Schmalkalden-Meiningen              | St. Ägidius (Wolfmannshausen)          | katholisch                         | Pfarrgemeinde seit 1488, 1616 Errichtung aktueller Kirche, erweitert 1954, Sanierungen 1996 und 1997 | Die Kirche in Wolfmannshausen                      |
| Wollbach (Unterfranken)                 | Landkreis Rhön-Grabfeld                       | St. Bonifatius                         | katholisch                         | Neugotische Saalkirche mit Satteldach, gegliederter giebelseitiger Fassade und polygonalem Chor von 1890, Turm seitlich des Chors, im Kern spätromanisch, Aufbau mit Spitzhelm 1617 | Die Kirche in Wollbach                             |
| Wülfershausen an der Saale              | Landkreis Rhön-Grabfeld                       | St. Vitus                              | katholisch                         | Ehemaliger Chorturm, verputzter Massivbau mit Spitzhelm, nachgotisch, 1607 errichtet und 1517 erhöht, neben dem 1962/63 nach Planen von Erwin van Aaken in modernen Formen errichteten Langhaus | Die Kirche in Wülfershausen                        |
| Wülfershausen (Wasserlosen)             | Landkreis Schweinfurt                         | St. Kilian und Vitus                   | katholisch                         | 1615 erbaut und 1782 erweitert; Turm steht im Osten | Die Kirche in Wülfershausen                        |
| Zeuzleben                               | Landkreis Schweinfurt                         | St. Bartholomäus                       | katholisch                         | Saalbau mit eingezogenem Chor und östlichem Turm mit Spitzhelm, Turm spätes 13.–17. Jahrhundert, Langhaus Neubau unter Beteiligung von Balthasar Neumann, 1753–55 | Die Kirche in Zeuzleben                            |